# Токугава Иэхару
Токугава Иэхару (яп. 徳川家治 , 20 июня 1737 — 17 сентября 1786) — 10-й сёгун Японии из династии Токугава (1760—1786).

## Биография
Родился в замке Эдо, старший сын японского сёгуна Токугава Иэсигэ (1711—1761), правившего в 1745—1760 годах. При рождении его нарекли именем Такэтиё (в переводе — выносливый бамбук).
Токугава Иэхару был поистине невезучим сёгуном. Он ещё в детстве лишился матери, умерли его дети (два сына и дочь) и брат. Да и со смертью самого Иэхару связано немало загадок. Полагают, что он был отравлен.

## Правление
В мае 1760 года сёгун Токугава Иэсигэ добровольно отказался от должности сёгуна в пользу своего старшего сына Токугава Иэхару.
После девятого сёгуна Токугава Иэсигэ власть сёгуна, независимо от того, насколько способным человеком он был, стала чисто символической. Политическими делами в стране руководили высшие государственные советники (родзю).
При сёгуне Токугава Иэхару фактическим правителем Японии был даймё Сагара-хана Танума Окицугу (1719—1788), талантливый политик, деятельность которого высоко оценивается в современной японской историографии. В 1772 году Танума Окицугу стал родзю и главой сёгунского правительства.
Во второй половине XVIII века в Японии начался переломный период. В то время все отчетливее проявились противоречия в структуре системы бакуфу, происходили большие социально-экономические изменения в деревне и в городе, активно развивались процессы социальной мобильности, подточившие сословную систему токугавского общества. Все больше беднело японское военное дворянство (самураи). В деревне быстрыми темпами шло развитие товарного хозяйства. Появился новый слой владельцев земли, а бедняки, потерявшие землю за долги, становились или наемными работниками, или арендаторами. Резко возросла разница между бедными и богатыми.
В это время в Японии случилось много разных стихийных бедствий: два года подряд, в 1770 и 1771 годах, по всей стране была засуха, что привело к голоду. В феврале 1772 года в Эдо был большой пожар; в 1773—1774 годах в стране началась эпидемия, во время которой умерло много жителей. Тайфуны и сильные дожди вызвали наводнения почти повсюду. В 1783 году большой ущерб урожаю нанесла холодная погода, что привело к голоду. Бедственное положение вызвало крестьянские восстания и волнения городской бедноты. Политическая система бакуфу все больше и больше обнаруживала признаки кризиса.
Сёгунское правительство (бакуфу) сильно нуждалось в деньгах. Танума Окицугу начал проводить политику меркантилизма. Одновременно были приняты меры по увеличению взимания налогов, был введен контроль за государственными расходами, что отразилось на материальном положении чиновников.
Другим источником пополнения казны была торговля. В этой сфере Танума Окицугу также проводил политику контроля. Ещё при сёгуне Ёсимунэ объединения торговцев (кабунакама) получили официальное признание. Давая разрешение на создание кабунакама, правительство получало промысловый налог (мёгакин), что служило хорошим источником дохода. В 1780-е годы было создано много новых объединений торговцев, которым сёгунское правительство гарантировало монопольное право на ведение ими торговли, за что и было немало уплачено в казну.
Однако по мере того как деятельность кабунакама расширялась, контроль за ними усиливался. Строгости при получении лицензий привели к взяточничеству среди чиновников, их выдававших. На эту тему даже слагались сатирические стихи. Так политика экономического крохоборства обернулась политикой взяточничества.
Отношения у Танума Окицугу с даймё и боковыми домами Токугава были натянутыми. В 1784 году в замке Эдо был убит его сын. В 1786 году после смерти сёгуна Токугава Иэхару Танума Окицугу вынужден был уйти в отставку.
17 сентября 1786 года 49-летний сёгун Токугава Иэхару скончался. Он был похоронен на территории буддийского храма Канъэйдзи в Уэно (Токио). Он не оставил после себя прямых наследников.